# Audi 200
Audi 200 – samochód osobowy produkowany przez Audi w latach 1979–1992.

## Historia i opis modelu

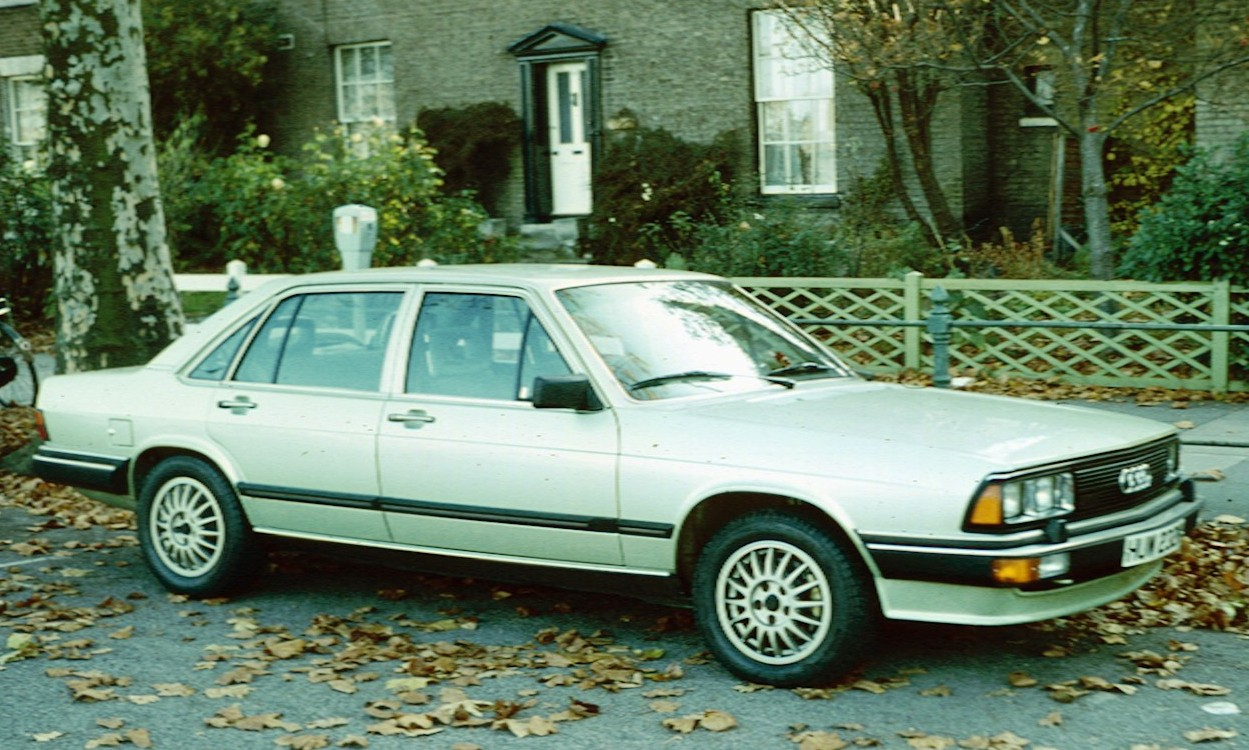
Audi 200 C2, (1979–1982)

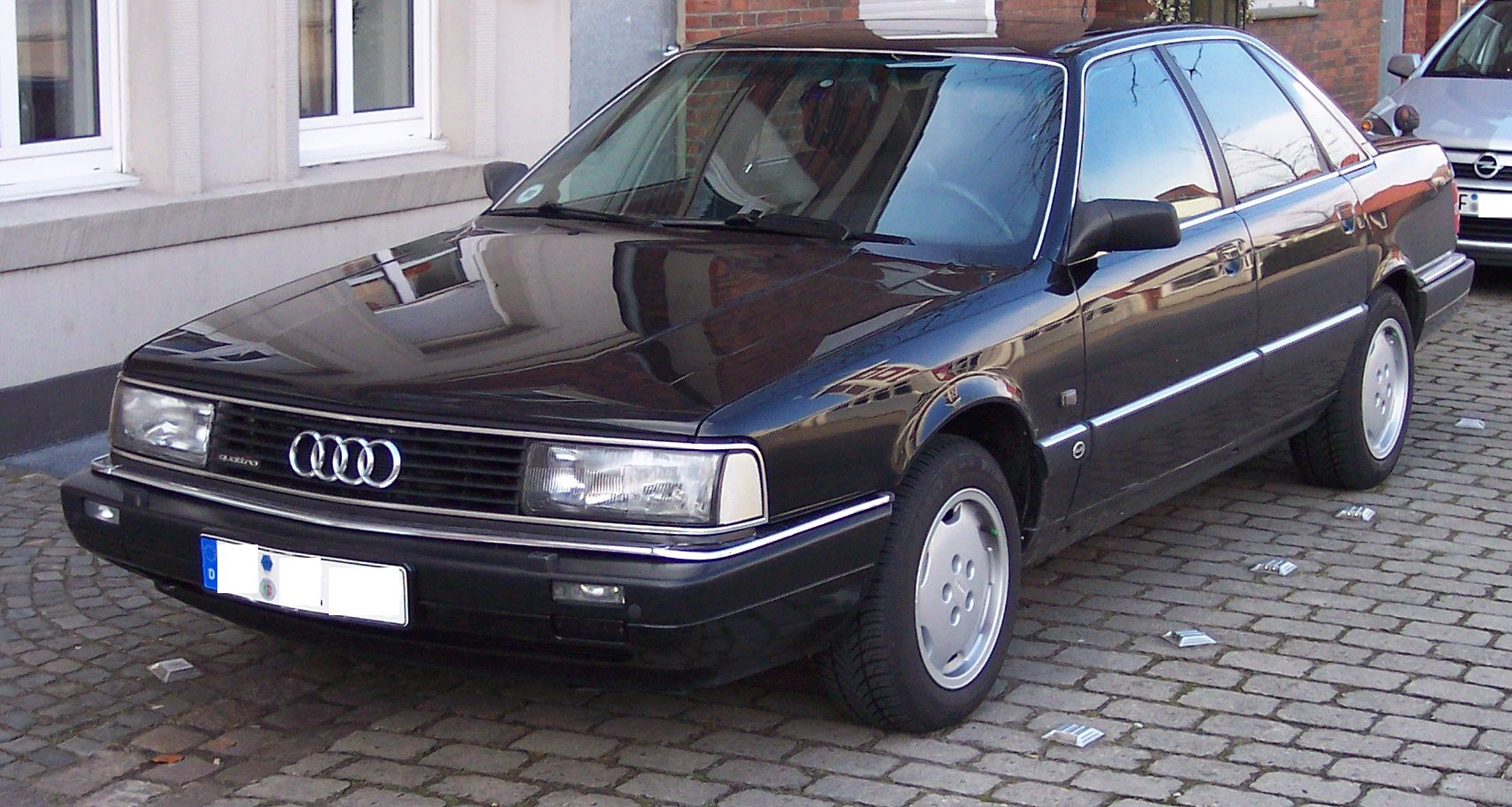
Audi 200 C3

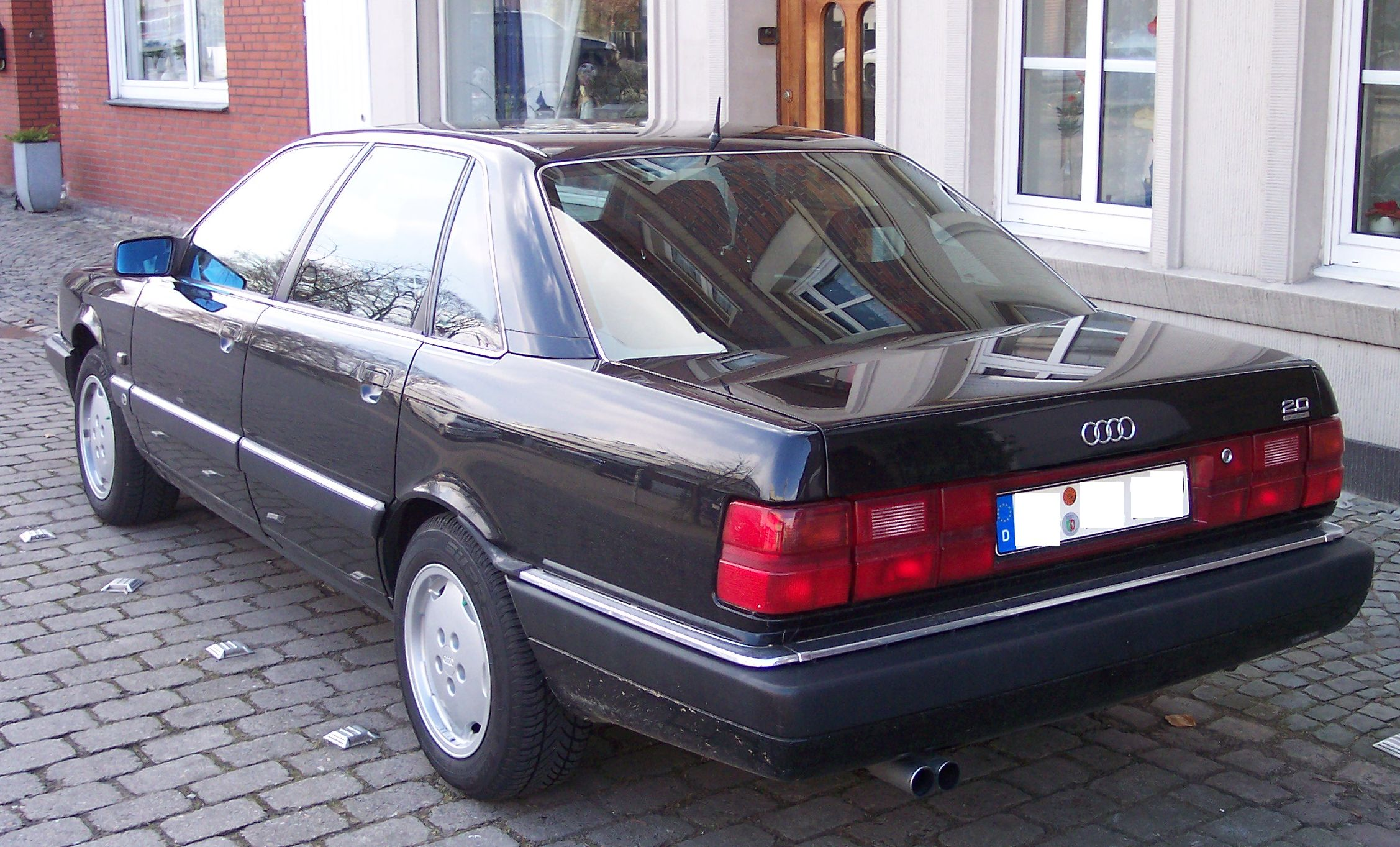
Audi 200 C3 quattro

Samochód ten był bliźniaczo podobny do Audi 100, jednak posiadał lepsze parametry, jak np. mocniejszy silnik, oraz wiele bogatsze wnętrze i wyposażenie. Wersja C3 z zewnątrz odróżnia się od modelu 100 innymi reflektorami przednimi i zderzakami.
Audi 200 występuje w wersji z napędem na przednią oś, lub z napędem na cztery koła quattro.
Wyposażane było w skrzynie biegów manualną mającą pięć biegów lub skrzynię automatyczną trzybiegową.
Silniki Audi 200 to pięciocylindrowe rzędowe jednostki benzynowe o pojemności 2,0, 2,1 i 2,2 litra przy czym dwa ostatnie występowały również w wersji turbodoładowanej.
Wyposażenie Audi 200 C3
Audi 200 posiadało w swoim wyposażeniu wszystkie możliwe w tych latach dodatki.
W dziedzinie bezpieczeństwa samochód wyposażony został w system ABS, czyli system zapobiegający blokowaniu się kół w czasie nagłego hamowania. Kolejny układ to ASR zapobiegający poślizgowi kół napędowych podczas ruszania jak i w przypadku wjechania jednym kołem np. w kałużę.
W przypadku kolizji, o bezpieczeństwo kierowcy i pasażerów dba układ Procon-Ten, a w modelach produkowanych po roku 1988 dodatkowo poduszka powietrzna dla kierowcy.
System Procon-Ten jest mechanicznym systemem bezpieczeństwa działającym w dwóch fazach. Faza pierwsza to ochrona wnętrza samochodu w oparciu o system stalowych wzmocnień wbudowanych w drzwi oraz potężne aluminiowe profile zamontowane w zderzakach i połączone z resztą karoserii specjalnymi buforami, których zadaniem jest pochłaniać siłę uderzenia. W fazie drugiej, jeśli uderzenie jest zbyt silne, aby mogło zostać pochłonięte przez wzmocnienia, uruchamia się mechanizm stalowych linek mających za zadanie napiąć pasy bezpieczeństwa, oraz wciągnąć kierownicę w kierunku kokpitu tak aby kierowca nie uderzył w nią głową. Specjalna konstrukcja bezpiecznej kolumny kierowniczej pozwala na odsunięcie kierownicy od głowy kierowcy.
Fotele Audi 200 niezależnie od wersji, zawsze wyposażone są w zagłówki. Pasy bezpieczeństwa są zainstalowane dla wszystkich pięciu miejsc, przy czym dla foteli przednich możliwa jest regulacja ich wysokości. Dodatkowo jeśli kierowca nie zapnie pasów to przez 30 sekund rozlega się dźwięk mający mu o tym przypomnieć oraz świeci się odpowiednia lampka kontrolna na tablicy zegarów.
W Audi 200 zastosowano również zabezpieczenia z myślą o dzieciach, tylne drzwi w zamkach posiadają blokady, których włączenie uniemożliwia otwarcie tych drzwi od wewnątrz. Dodatkowo w tylnej półce zainstalowane są uchwyty, do których łatwo można przypiąć fotelik dziecięcy.
W Audi 200 zastosowano mocne silniki turbodoładowane, z których później korzystały Audi S2, Audi RS2 czy Audi S4.
| Silniki benzynowe | Silniki benzynowe | Silniki benzynowe | Silniki benzynowe                 | Silniki benzynowe      | Silniki benzynowe | Moc / Nm                        | Moc / Nm               | Osiągi     | Osiągi              |
| Model             | Wersja/Napęd      | Pojemność skok.   | Silnik                            | Skrzynia biegów        | Turbodoładowanie  | Moc maksymalna                  | Maksymalny moment Nm   | 0-100 km/h | Prędkość maksymalna |
| ----------------- | ----------------- | ----------------- | --------------------------------- | ---------------------- | ----------------- | ------------------------------- | ---------------------- | ---------- | ------------------- |
| 200               | 2.1l / FWD        | 2144 cm³          | Audi WC, 5-cylindrowy, 2.1l – 10v | 5-biegowa manualna     | –                 | 100 kW / 136 KM @ 4800 obr./min | 220 Nm @ 2400 obr./min | 12,9 s     | 192 km/h            |
| 200 TURBO         | 2,1 l / FWD       | 2144 cm³          | Audi KG, 5-cylindrowy, 2.1l – 10v | 5-biegowa manualna     | ☑                 | 134 kW / 182 KM @ 5800 obr./min | 250 Nm @ 3000 obr./min | 8,5 s      | 230 km/h            |
| 200 TURBO         | 2,2 l / FWD, Kat. | 2226 cm³          | Audi MC, 5-cylindrowy, 2.2l – 10v | 5-biegowa manualna     | ☑                 | 121 kW / 165 KM @ 5800 obr./min | 240 Nm @ 3000 obr./min | 8,9 s      | 216 km/h            |
| 200 TURBO         | 2,2 l / FWD       | 2226 cm³          | Audi 2B, 5-cylindrowy, 2.2l – 10v | 4-biegowa automatyczna | ☑                 | 140 kW / 190 KM @ 5800 obr./min | 270 Nm @ 3000 obr./min | 8 s        | 230 km/h            |
| 200 TURBO         | 2,2 l / quattro   | 2226 cm³          | Audi 2B, 5-cylindrowy, 2.2l – 10v | 4-biegowa automatyczna | ☑                 | 140 kW / 190 KM @ 5800 obr./min | 270 Nm @ 3000 obr./min | 7,8 s      | 230 km/h            |
| 200 TURBO         | 2.2l / FWD        | 2226 cm³          | Audi 1B, 5-cylindrowy, 2.2l – 10v | 5-biegowa manualna     | ☑                 | 147 kW / 200 KM @ 5800 obr./min | 285 Nm @ 3000 obr./min | 7,5 s      | 235 km/h            |
| 200 TURBO         | 2,2 l / quattro   | 2226 cm³          | Audi 1B, 5-cylindrowy, 2.2l – 10v | 5-biegowa manualna     | ☑                 | 147 kW / 200 KM @ 5800 obr./min | 285 Nm @ 3000 obr./min | 7,1 s      | 235 km/h            |
| 200 TURBO         | 2,2 l / quattro   | 2226 cm³          | Audi 3B, 5-cylindrowy, 2.2l – 20v | 5-biegowa manualna     | ☑                 | 162 kW / 220 KM @ 5900 obr./min | 309 Nm @ 1950 obr./min | 6,6 s      | 242 km/h            |
| 200               | 2,3 l / FWD       | 2309 cm³          | Audi NF, 5-cylindrowy, 2.3l – 10v | 5-biegowa manualna     | –                 | 100 kW / 136 KM @ 5500 obr./min | 186 Nm @ 4000 obr./min | 11,5 s     | 202 km/h            |